# 紫灯花科
紫灯花科只有十几属，全部生长在美洲。 
一般分类学家以前把本科各属植物都分到百合科内，1998年根据基因亲缘关系分类的APG 分类法将其单独列为一个科，放在天门冬目中，2003年经过修订的APG II 分类法认为其仍然可以选择性地和天门冬科合并。

## 属
- Androstephium
- Bessera (Behria)
- Bloomeria
- Brodiaea
- Dandya
- Dichelostemma (Brevoortia)
- Milla (Diphalangium)
- Petronymphe
- Triteleia (Hesperoscordium, Themis)
- Triteleiopsis